# فتانه
فتانه ملک‌زاده با نام هنری فتانه (زادهٔ ۱۴ فروردین ۱۳۳۵) خواننده پاپ ایرانی مقیم لندن است. او از اوایل دههٔ پنجاه خورشیدی وارد عرصه خوانندگی شد و پس از انقلاب ۱۳۵۷ به لس آنجلس مهاجرت کرد. فتانه از فعال‌ترین خواننده‌های دههٔ ۶۰ و ۷۰ خورشیدی بود. به‌گونه‌ای که یکی از پرطرفدارترین خوانندگان زن ایرانی بوده و این شهرت را به پاس آهنگ‌های شاد خود به دست آورده‌است.

## نامهربون
«نامهربون» یکی از شناخته‌شده‌ترین ترانه‌های فتانه با ترانه‌ای از بیژن سمندر، آهنگی از حسن شماعی‌زاده و تنظیم مهداد زند کریمی است. «نامهربون» که ضرب‌آهنگی شش و هشت و رقصی دارد در مورد یک رابطهٔ عاشقانهٔ ناسالم است. ترانه از زبان شخصی روایت می‌شود که هر چه قدر بیشتر او را پس می‌زنند، به او خیانت می‌کنند و بی‌مهری و سردی نشان می‌دهند با تمایل شدیدتری برمی‌گردد و گویا علی‌رغم رنجی که در این رابطه تحمل می‌کند در لایه‌ای دیگر از این پس زده شدن‌ها و آزارها لذت می‌برد.

## ترانه‌شناسی

### آلبوم‌ها
| نام آلبوم    | سال انتشار | ناشر         | منابع |
| ------------ | ---------- | ------------ | ----- |
| تفسیر        | ۱۳۶۲       | افق آواز     | ۲     |
| طلوع عشق     | ۱۳۶۳       | پارس ویدئو   | ۵     |
| گناه         | ۱۳۶۴       | پارس ویدئو   | ۷     |
| سنگ          | ۱۳۶۵       | پارس ویدئو   | ۱۱    |
| هفت روز هفته | ۱۳۶۷       | پارس ویدئو   | ۶     |
| گل و آتش     | ۱۳۶۹       | شرکت ترانه   | ۹     |
| سالار        | ۱۳۷۱       | شرکت ترانه   | ۱۳    |
| کولی         | ۱۳۷۲       | کلتکس رکوردز | ۱۲    |
| قناری‌ها      | ۱۳۷۵       | شرکت ترانه   | ۱۴    |
| باورم کن     | ۱۳۸۰       | چهره نما     | ۱۵    |

### تک ترانه‌ها
| نام ترانه             | ترانه‌سرا      | آهنگساز        | تنظیم         | سال انتشار |
| --------------------- | ------------- | -------------- | ------------- | ---------- |
| خاطرخواه              |               | حسن شماعی زاده |               | ۲۰۱۶       |
| عزیزترین              | پوریا متابعان | سالار مقدم     | سالار مقدم    | ۲۰۱۶       |
| آسمون کبود            | کریم فکور     | کریم فکور      | فرشاد رستمی   | ۲۰۱۴       |
| مهربونی               |               |                |               |            |
| غزل غزل               | میترا         | فتحی           | فتحی          |            |
| قسم                   | م. آزادی      | فرشاد          |               |            |
| اشتباه                |               |                |               |            |
| دل سنگ                | سعید شایسته   | سعید شایسته    | سالار مقدم    | ۲۰۱۸       |
| عاشقونه               | پوریا متابعان | سالار مقدم     | سالار مقدم    | ۲۰۱۸       |
| یادگاری               |               |                |               | ۲۰۱۹       |
| سیمین بری             |               |                |               |            |
| عشق موندگار           | سینا ایزدبین  | مهرداد آسمانی  | معراج میرزایی | ۲۰۱۸       |
| عروس (چندشنبه باسینا) |               |                |               |            |
| گل سرخ                | مینا جلالی    | صادق نوجوکی    | صادق نوجوکی   |            |